# Автоматичне блокування
Автомати́чне блокува́ння — система регулювання руху поїздів, при якій автоматично працюють сигнали, встановлені на початку кожної блок-ділянки і з'єднані за допомогою рейкового кола з вільними чи зайнятими ділянками колії.

## Призначення
Автоматичне блокування підвищує пропускну здатність залізниць і безпеку руху поїздів. 

## Класифікація
- За кількістю сигнальних показів розрізняють дво-, три- та чотиризначне А. б.;
- за характером зв'язку між суміжними сигналами — дротове та бездротове (кодове);
- за напрямом руху — однобічне та двобічне;
- за типом світлофорів — з лінзовими та прожекторними світлофорами;
- за часом горіння сигналів — з світлофорами, що нормально горять або гаснуть.